# Wendelin Beyschlag

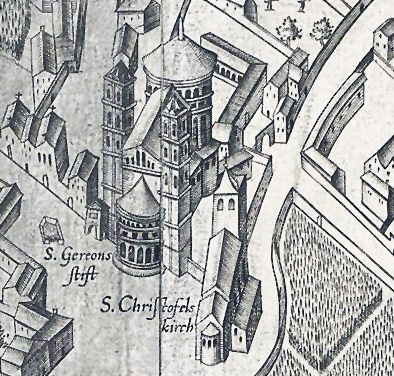
St. Gereon und Pfarrkirche St. Christoph 1571

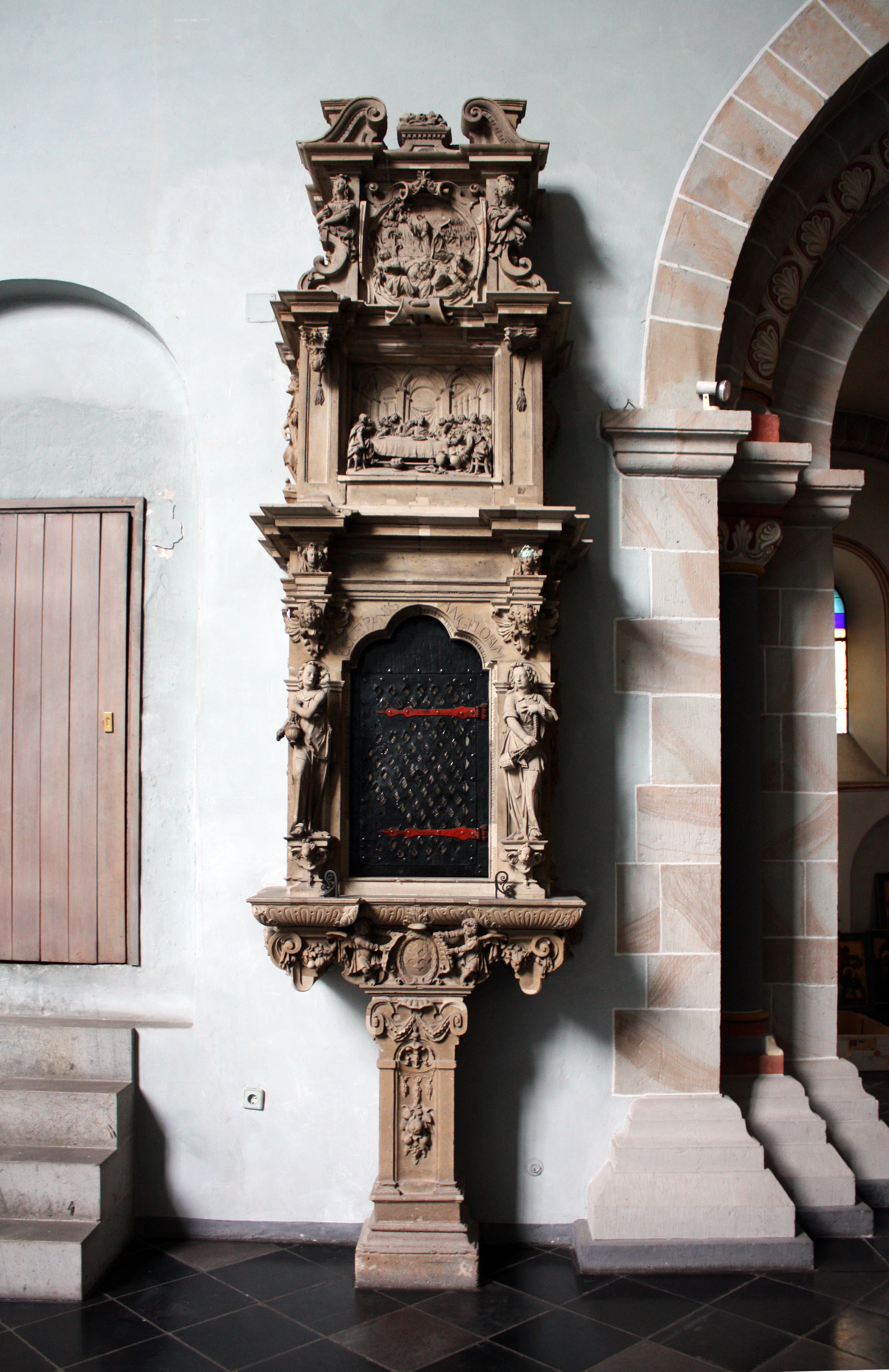
Sakramentshaus St. Gereon (1608)

 Wendelin Beyschlag  (* 21. März 1575 in Bretten; † möglicherweise nach 1622 ebenda) war ein deutscher Bildhauer.

## Leben und Werk
Wendelin Beyschlag war der Sohn des Bildhauers Martin Beyschlag
aus dem Baden-Württembergischen Kraichgau.
Beyschlag sah nach seiner Ausbildung im väterlichen Handwerk seine berufliche Zukunft wohl in einer großen Stadt wie Köln, in der eine hohe Anzahl von Sakralbauten errichtet worden waren, sich aber auch viele der wohlhabenden Familien ihre Häuser durch Kunstwerke von Bildhauern und anderen Künstlern ausschmücken ließen. Darüber hinaus war Köln eine der Städte die im 16. Jahrhundert, die Architektur betreffend, zu einer der europäischen Hochburgen der Renaissance aufgestiegen.
Beyschlag lebte in Köln in dem damaligen Kirchspiel der Pfarrkirche St. Christoph, die unmittelbar neben der Stiftskirche St. Gereon stand.

### Beyschlags Sakramentshaus in St. Gereon
Das während seiner Kölner Zeit im Jahr 1608 von Beyschlag geschaffene Sakramentshaus ist ein dreigeschossiger Aufbau (Sakramentsnische im ersten Geschoss) aus Kalkstein, der auf einem kurzen Pfeiler ruht. Das Kunstwerk im Renaissancestil erreicht eine Höhe von 5,20 m und hat bei einer Breite von 1,20 m eine Tiefe von 0,64 m. Die ehemals von einem der Kanoniker der Gereonskirche gestiftete Arbeit des schwäbischen Bildhauers befindet sich heute an der Nordwand des Langchores der Basilika.
Ob das Sakramentshaus die einzige Arbeit Wendelin Beyschlags war, ist nicht bekannt, aber aufgrund seines Könnens unwahrscheinlich. Er kehrte in seinen Geburtsort zurück, in dem er zwischen 1616 und 1622 wieder nachweisbar wurde.